# Valona
Valona (in albanese Vlorë / Vlora) è un comune di circa 130 827 abitanti dell'Albania centrale, capoluogo della prefettura omonima. Sorge sulla riva sud-orientale del Mare Adriatico e affaccia sul canale d'Otranto con un'ampia baia. Secondo porto del paese dopo quello di Durazzo e terza città per popolazione dopo Tirana e Elbasan, è capoluogo dell'omonima prefettura. È anche uno dei principali centri storici e turistici d'Albania.
Territorio dell'Illiria, fu antica colonia greca nel VI secolo a.C. con il nome di Aulona, sede episcopale e per breve tempo capitale del neonato Stato albanese. Fu qui che il 28 novembre 1912 fu proclamata la dichiarazione di indipendenza dell'Albania.
In seguito alla riforma amministrativa del 2015 sono stati accorpati a Valona i comuni di Canina, Novoselë, Orikum, Qendër e Shushicë.

## Geografia
La città di Valona sorge nella parte sud-occidentale dell'Albania, sulle rive del mare Adriatico e del mar Ionio, nel distretto omonimo.
Il porto, che si affaccia sul canale d'Otranto, è il più vicino all'Italia: dista poco più di 55 miglia nautiche (circa 90 km) da Punta Palascìa, il punto più orientale della costa salentina, mentre la distanza tra Punta Palascìa e Capo Linguetta (Kepi I Gjuhezes) è 71 km (45 miglia) circa.
È protetto dall'isola di Saseno (Sazan) e da capo Linguetta (Kepi i Gjuhezes), il punto più settentrionale dei monti Acrocerauni, nella penisola di Karaburun.
A sud confina con il Parco nazionale di Llogora il quale separa il golfo di Valona dalla riviera albanese situata nella parte meridionale del paese.

### Clima
Valona è una città che gode di un clima mediterraneo. È una delle città con più giorni di sole dell'Albania. Infatti le giornate chiare con sole contro quelle piovose e nuvolose sono circa 266 su 365. Il clima è caratterizzato da un'estate molto calda e un inverno fresco e umido.
Il mare offre tutti i tipi di spiagge, dalla tipica spiaggia sabbiosa dell'Adriatico a spiagge rocciose tipiche del mar Ionio.
| Valona              | Mesi | Mesi | Mesi | Mesi | Mesi | Mesi | Mesi | Mesi | Mesi | Mesi | Mesi | Mesi | Stagioni | Stagioni | Stagioni | Stagioni | Anno |
| Valona              | Gen  | Feb  | Mar  | Apr  | Mag  | Giu  | Lug  | Ago  | Set  | Ott  | Nov  | Dic  | Inv      | Pri      | Est      | Aut      | Anno |
| ------------------- | ---- | ---- | ---- | ---- | ---- | ---- | ---- | ---- | ---- | ---- | ---- | ---- | -------- | -------- | -------- | -------- | ---- |
| T. max. media (°C)  | 12,5 | 13,4 | 15,2 | 18,5 | 22,8 | 27,2 | 29,3 | 29,2 | 25,9 | 21,6 | 17,3 | 14,1 | 13,3     | 18,8     | 28,6     | 21,6     | 20,6 |
| T. min. media (°C)  | 5,7  | 6,4  | 7,5  | 10,1 | 13,9 | 17,6 | 19,3 | 19,1 | 16,6 | 13,3 | 10,1 | 7,2  | 6,4      | 10,5     | 18,7     | 13,3     | 12,2 |
| Precipitazioni (mm) | 134  | 105  | 82   | 64   | 54   | 27   | 16   | 25   | 59   | 109  | 161  | 147  | 386      | 200      | 68       | 329      | 983  |

## Storia

### Storia antica

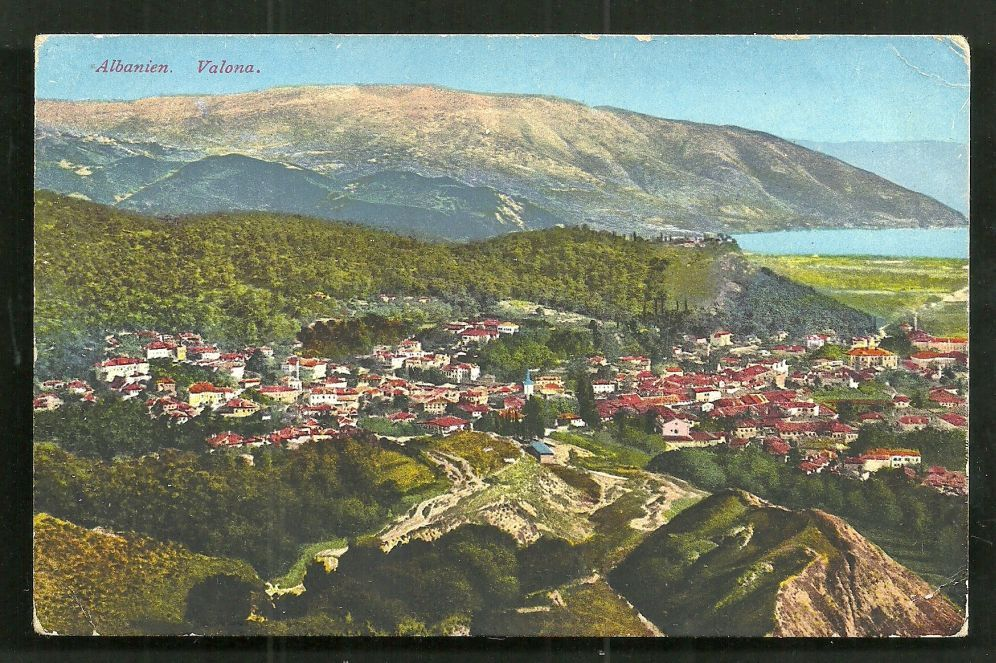
Cartolina da Valona, inizi XIX secolo

Valona è una delle città più antiche dell'Albania e d'Europa. Fu fondata attorno al VI secolo a.C. con il nome di Aulona. Numerosi documenti geografici, come la Tabula Peutingeriana e il Synecdemus di Ierocle, citano la città marittima di Valona. La città fu un importante porto dell'Impero romano, quando faceva parte della provincia dell'Epiro.
Valona divenne sede episcopale nel VI secolo. Tra i vescovi più noti ci sono Nazario, nel 458, e Soter, nel 553. La diocesi all'epoca apparteneva al Patriarcato di Roma. Nel 733 fu annessa al Patriarcato ecumenico di Costantinopoli insieme a tutta l'Illiria orientale, anche se non è mai menzionata in nessuna delle Notitiae episcopatuum di quella Chiesa. Il vescovato fu probabilmente soppresso, dato che, sebbene i bulgari si impossessassero per un certo periodo della città, Aulōn non è menzionata in nessuna delle Notitiae episcopatuum del Patriarcato di Ocrida.
Il Principato di Valona
La Signoria di Valona e Canina, nota anche come Despotato di Valona e Kanina dal (1346–1417) era un principato medievale in Albania, che comprendeva grosso modo i territori delle odierne contee di Valona, Fier e Berat. Divenne una signoria indipendente dopo il 1355, ma de facto sotto l'influenza veneziana, e rimase tale fino alla conquista dei turchi ottomani nel 1417.
Valona ricoprì un ruolo decisivo nei conflitti tra il Regno di Sicilia normanno e l'Impero bizantino nel corso dell'XI e del XII secolo. Nel giugno 1417 la città venne saccheggiata dai Turchi, e successivamente fu riconquistata dalla famiglia Arianiti. Nel 1478, dieci anni dopo la morte di Scanderbeg, Valona fu conquistata dagli Ottomani e ribattezzata Avlonya. Salvo una brevissima parentesi veneziana nel 1690-1691, Valona fece parte dell'Impero ottomano fino al 1912, diventando capoluogo del sangiaccato omonimo all'interno dell'Eyalet di Rumelia. Nel 1851 fu colpita da un violento terremoto.

### Dichiarazione d'indipendenza albanese e protettorato italiano

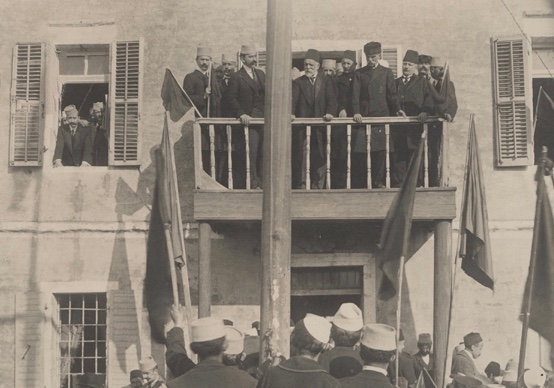
La dichiarazione d'Indipendenza proclamata il 28 novembre 1912 da Ismail Qemali a Valona.

Mentre nella regione infuriava la prima guerra balcanica, Ismail Qemali proclamò l'indipendenza dell'Albania a Valona il 28 novembre 1912. La città divenne così la prima capitale del neonato Stato albanese. Approfittando del collasso del Principato d'Albania e della fuga del principe Guglielmo di Wied, l'Italia decise d'intervenire direttamente in un'area sulla quale da tempo covava mire espansionistiche. Il 28 dicembre 1914 le truppe del Regio esercito sbarcarono a Valona e presero possesso della città. Con la ratifica poi del patto di Londra nell'aprile 1915, il governo di Roma esplicitò chiaramente i suoi obiettivi sull'intera regione. Una delle condizioni dell'accordo infatti era che l'Italia al termine del conflitto avrebbe avuto piena sovranità su Valona, l'isola di Saseno e su tutto il territorio cuscinetto circostante, mentre sull'Albania si sarebbe instaurato un protettorato italiano.

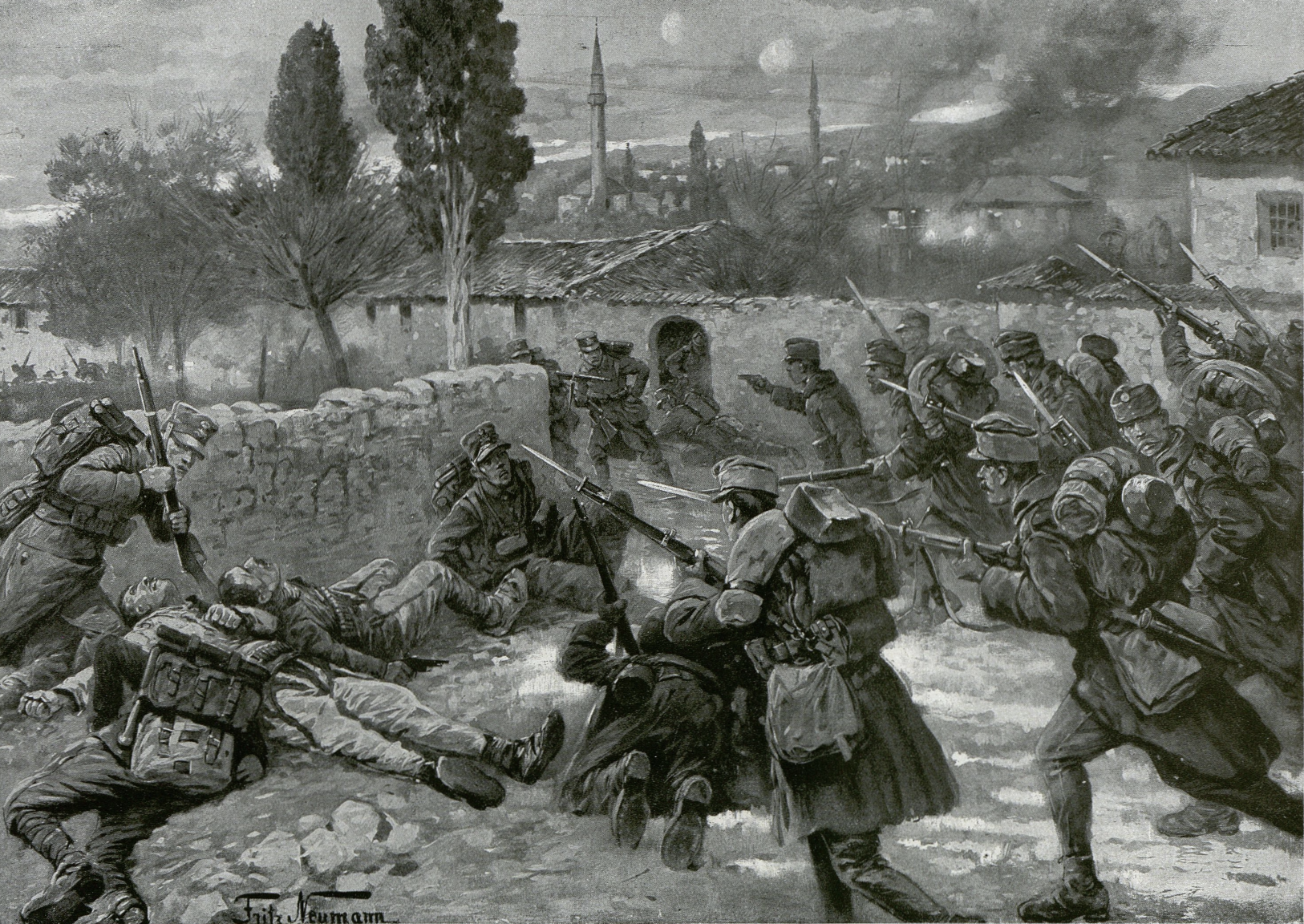
Combattimenti per Valona, soldati austro-ungarici in battaglia con gli italiani contro le truppe greche (1916)

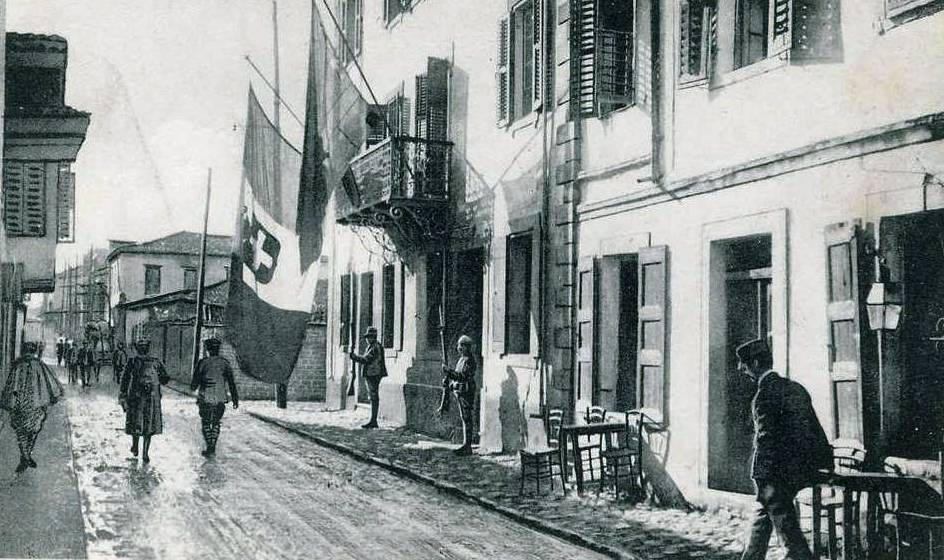
Cartolina storica di Valona Italiana

Durante la prima guerra mondiale, Valona divenne un importante caposaldo della presenza militare italiana nel paese delle aquile. Il possesso del porto infatti garantiva il controllo del canale d'Otranto all'Intesa.
Il pieno Protettorato fu instaurato il 3 giugno 1917. Valona rimase sotto occupazione italiana fino all'estate 1920, quando una breve guerra con le milizie albanesi e le crescenti proteste in Patria, costrinse il governo Giolitti a firmare il trattato di Tirana e un successivo trattato di amicizia tra i due paesi. In virtù di questi accordi l'Italia, ritirava le sue truppe, rinunciava all'occupazione dell'Albania e ad ogni pretesa sul Paese ma manteneva la sovranità sull'isola di Saseno per il controllo militare del Canale d'Otranto.

### Dalla seconda guerra mondiale ad oggi
Nell'aprile 1939 Valona insieme al resto dell'Albania fu occupata dagli italiani, che unirono sotto Vittorio Emanuele III le corone d'Italia e d'Albania. Durante la seconda guerra mondiale, l'isola di Saseno divenne sede di una base sottomarina e di installazioni navali tedesche e italiane che furono pesantemente bombardate dagli Alleati. Nel 1943, a seguito dell'armistizio dell'8 settembre, i nazisti occuparono la città e la tennero sino al 1944, anno in cui venne liberata dai partigiani albanesi.
Dopo la guerra il porto fu affittato all'Unione Sovietica come una base sottomarina per la Marina sovietica. in occasione del contrasto tra Enver Hoxha e Chruščëv nel 1960-1961, l'Unione Sovietica (che aveva fatto investimenti notevoli) cercò di conservarlo, nonostante l'accusa da parte dell'Albania di revisionismo e la conseguente rottura dell'alleanza tra i due stati. Per ottenere questo scopo, l'Unione Sovietica minacciò di occupare militarmente Valona nell'aprile del 1961 e di tagliare tutti gli aiuti economici, minaccia che poi non ebbe ulteriori esiti a causa del simultaneo sviluppo della crisi dei missili cubani.
Nel 1997 Valona, come altre città del sud dell'Albania, fu uno degli epicentri della guerra civile albanese che portò alla caduta dell'allora presidente Sali Berisha.
Oggi Valona è una località in crescita ed è il secondo porto del paese. Valona è anche la città che ha registrato più turisti stranieri dopo Tirana nel 2007.

## Monumenti e luoghi d'interesse

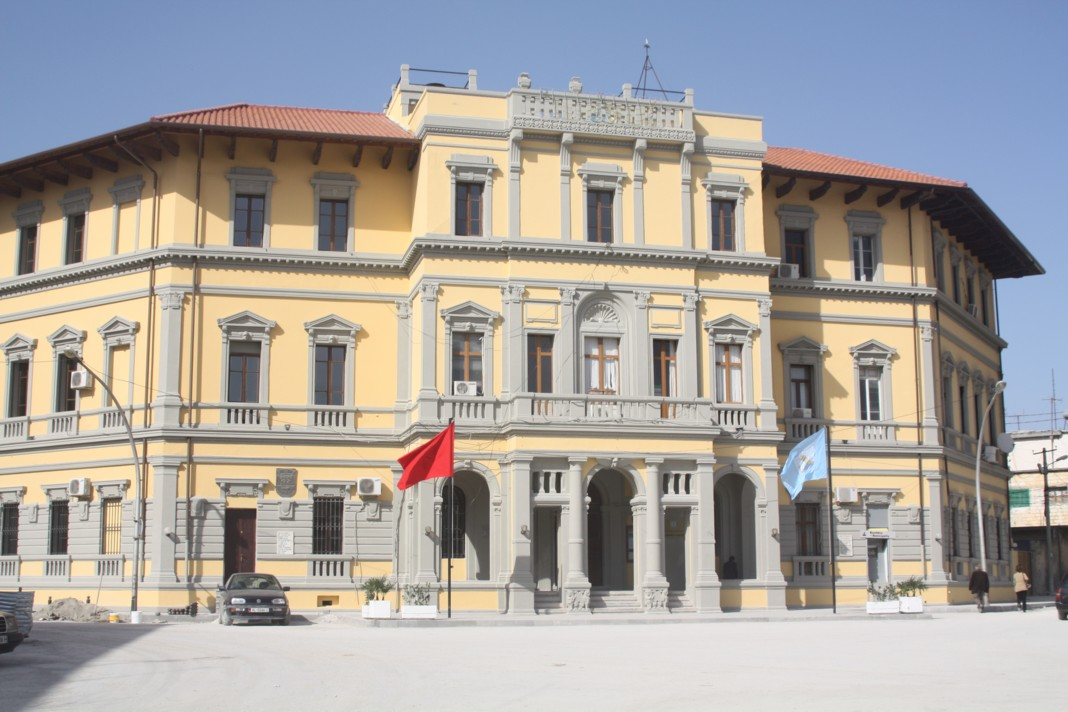
Municipio di Valona

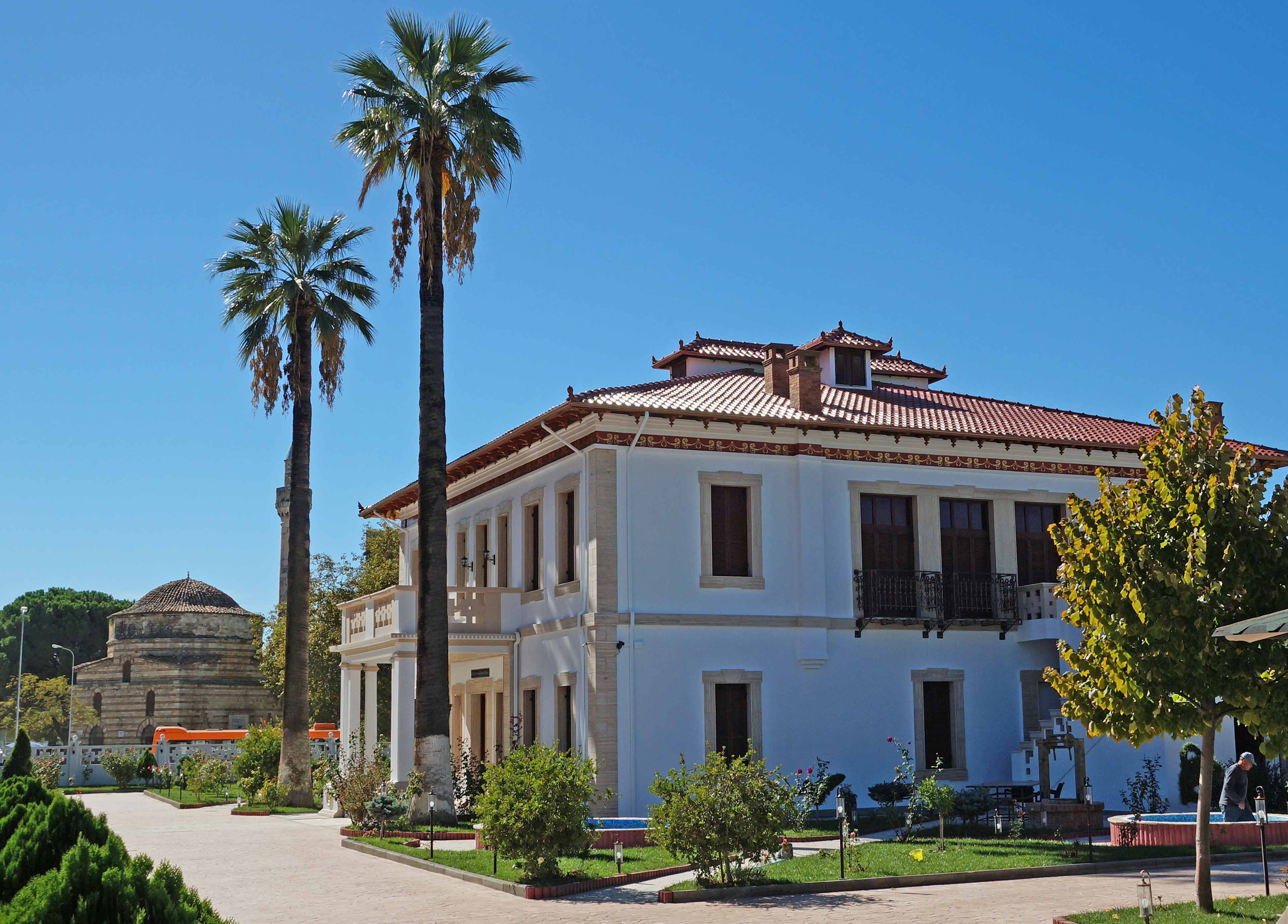
Residenza di Eqerem Bej Vlora

- Rovine della città di Aulona (Antica Valona)
- Moschea del Piombo, costruita dal celebre architetto ottomano Mimar Sinan nel 1557
- Moschea Rossa, costruita nel 1523 e ristrutturata da Neshat Pashaj nel 1925
- Tekke Bektashiana di Valona
- Monumento all'Indipendenza
- Museo nazionale dell'Indipendenza
- Monastero di Santa Maria, Zvërnec
- Residenza di Eqerem Bej Vlora
- Parco della Casa dell'Indipendenza
- Antico Mercato di Valona
- Castello di Kanina
- Rovine di Oricum

## Cultura

### Università
Valona è la seconda città universitaria più grande dopo Tirana, è sede dell'Università statale di Valona Ismail Qemali, fondata nel 1994 e per numero di studenti la seconda più grande del paese, di diverse università private e della biblioteca pubblica Shefqet Musaraj. Valona è sede dell'Academicus, una rivista scientifica in inglese senza scopo di lucro. 

### Musei
Valona è sede dei seguenti musei:
- Museo nazionale dell'Indipendenza, sorge nell'edificio del governo albanese dopo l'indipendenza il 28 novembre 1912; L'edificio originale dove è stata proclamata l'indipendenza non esiste più.
- Obelisco della bandiera, un monumento alla bandiera che sorge nel punto esatto dove fu eretta per la prima volta la bandiera dell'Albania indipendente.Da questo Obelisco prende il nome anche la piazza dove si erge; Piazza Bandiera (in albanese: Sheshi i Flamurit).
- Museo di Storia
- Museo Etnografico
- Museo della cultura Ebraica

## Turismo
Il turismo per Valona si è trasformato nei primi due decenni del ventunesimo secolo nell'economia trainante, trasformando così la seconda città più grande dell'Albania in una meta turistica durante tutto l'anno, portandola ad essere uno dei poli di attrazione ed investimento più importanti dei Balcani e dell'Europa sud-orientale. 
Secondo un rapporto del 2016 della Banca Mondiale infatti, la città ha compiuto passi significativi nelle classifiche economiche. Valona è al 7º posto tra le 22 città dell'Europa sudorientale nelle classifiche condotte dal Gruppo della Banca Mondiale, davanti alla capitale dell'Albania, Tirana, a Belgrado, Serbia e Sarajevo, in Bosnia ed Erzegovina.
Il turismo è sempre stato il pilastro più importante per l'economia della città, soprattutto dopo il primo decennio del XXI secolo, grazie ai notevoli investimenti nell'industria di settore. Gli investimenti in città si sono concentrati nei tantissimi hotel, strutture ricettive, centri ricreativi e di ristorazione, che insieme al clima mediterraneo e le vaste spiagge, hanno reso Valona un punto attrattivo per turisti da tutto il mondo.

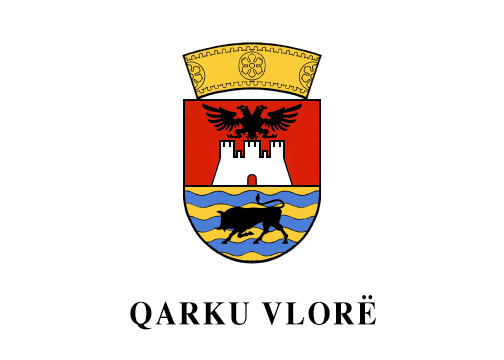
La Prefettura di Valona è una delle più visitate d'Albania

La città, che gode di una vista invidiabile sul Golfo omonimo, è considerata la frontiera tra il Mar Adriatico e il Mar Ionio divisi tra l'isola di Sazan e la penisola di Capo Linguetta. L'Italia e le coste della Puglia distano soli 80 chilometri (50 miglia), e sono collegate quotidianamente da rotte marittime di navi e traghetti. Tra le spiagge più belle e suggestive vicine alla città di Valona si possono citare; Palasë, Dhërmi, Vuno, Himara, Qeparo e Borsh. La diversità del suo territorio fa di Valona una città per tutti, dalle montagne del Parco Nazionale di Llogara, alla riviera del Albania del Sud. Da dopo la restaurazione del centro storico di Muradie nel 2018, anche il centro città è diventato una meta di attrazione per i turisti, dove l'architettura ottocentesca italiana si mischia a quella rinascimentale ottomana che nel corso dei scoli della dominazione Turca in Albania ha notevolmente lasciato il segno in quasi tutto il territorio della nazione. Tra le opere più belle e maestose dell'architettura ottomana va citata sicuramente la Moschea di Muradie che si erge al centro della città a poca distanza dall'omonimo quartiere, il quale è prevalentemente costruito in un'architettura neoclassica tipica del XIX secolo.
Nel 2019, Valona è stata citata nell'articolo "Cinque destinazioni da tenere d'occhio" del Financial Times che elencava nuove ed entusiasmanti destinazioni per le vacanze da tutto il mondo.
Durante e dopo la pandemia di Covid-19 che si propagò in Europa all'inizio del 2020, l'Albania e soprattutto Valona hanno visto una crescita esponenziale nel numero di visitatori stranieri essendo uno dei paesi Europei ad aver adottato il minor numero di restrizioni per non scoraggiare i turisti.
Nei primi mesi del 2022 il governo albanese ha aperto il cantiere dell'aeroporto di Valona, il quale per dimensioni e capacità di accoglienza è il più grande hub internazionale dell'Albania, ed uno dei più grandi dei Balcani. L'investimento di costruire un aeroporto nel sud dell'Albania è stato realizzato proprio con l'intenzione di incrementare il turismo internazionale nel paese.

## Economia

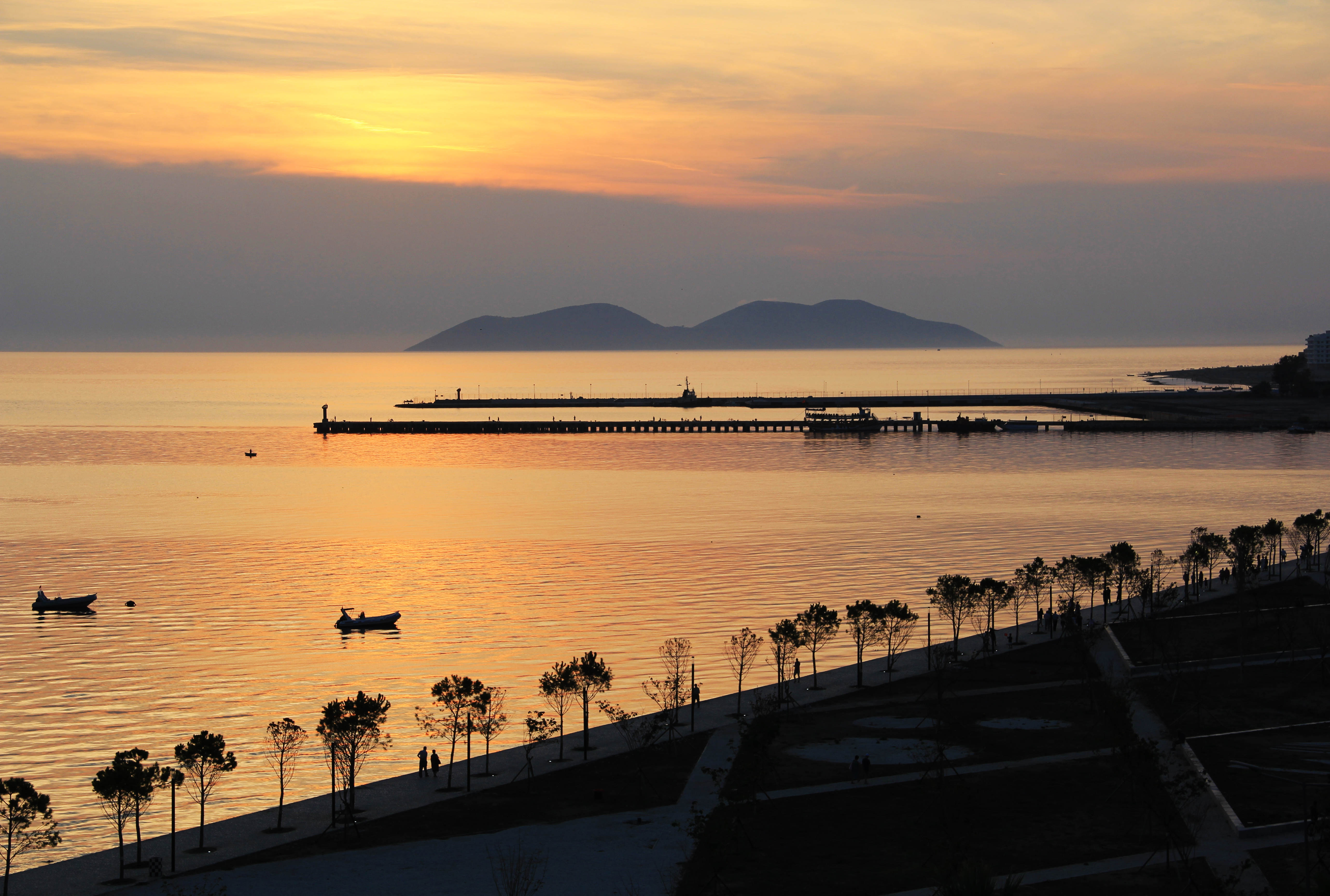
Vista dell'Isola di Sazeno dal Lungo Mare di Valona

Centro commerciale e porto di rilievo, Valona ha sviluppato un fiorente settore ittico e industriale. Il territorio offre riserve di petrolio, gas naturale, bitume e sale. La città ospita anche alcuni importanti insediamenti dell'Esercito albanese.
Nel settore agricolo la città ha assunto un ruolo significativo, con produzioni di olive e frutta su vasta scala. Si segnalano anche le coltivazioni di avena, granoturco e cotone e l'allevamento, soprattutto di capre. Vi si trovano industrie alimentari, olearie, conciarie e raffinerie.
Di recente ha conosciuto un forte impulso il turismo, favorito dalla bellezza del paesaggio costiero della baia di Valona.
A causa dell'elevato sviluppo del turismo negli ultimi anni, hotel, pub, discoteche, ristoranti e bar sono sorti, in particolare nel quartiere balneare chiamato "Acqua fredda" (Uji i Ftohte), a circa 3 km (1,86 miglia) di distanza dal centro.

## Infrastrutture e trasporti

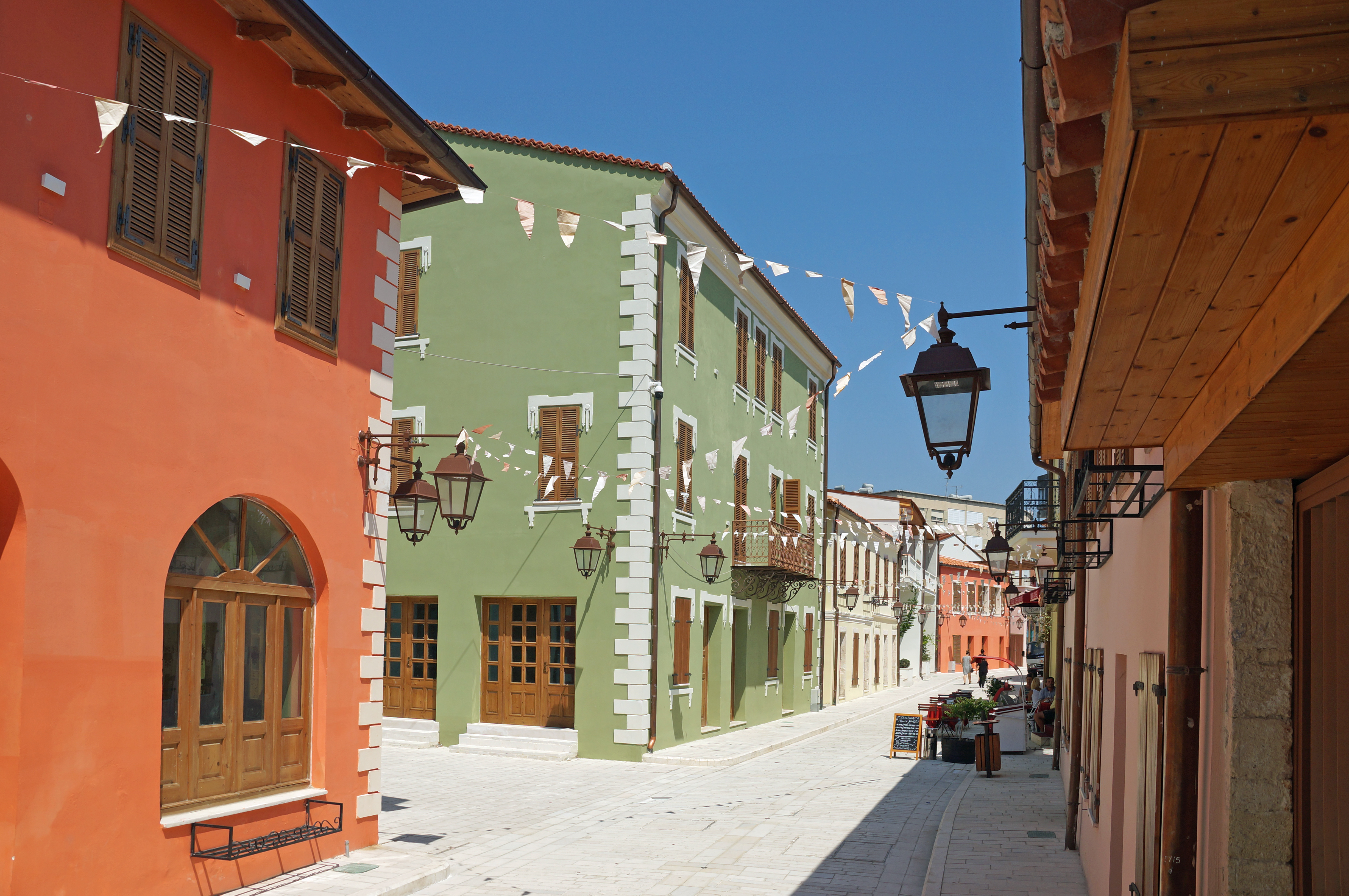
Centro storico di Valona, quartiere Muradie

### Strade
La principale via d'accesso alla città è l'autostrada A2 per Fier. Dalla città partono anche la strada statale 8 che unisce Valona a Saranda e alle località turistiche della riviera albanese e la strada statale 76 per Tepelenë, nella valle della Voiussa.

### Porto
Valona possiede il secondo porto più grande dell'Albania, storicamente situato al centro della baia di Valona, dal 2020 è stato spostato gradualmente nelle zone limitrofe, il porto collegata via mare con il porto italiano di Brindisi e occasionalmente anche quello di Otranto e Bari.
Dal 2022 sono iniziati i lavori per il grande porto turistico di Valona, con una capienza di 500 yacht che prendere il nome di Vlora Marina.

## Sport

### Calcio
La locale squadra di calcio, il KS Flamurtari, milita nella seconda categoria albanese, la Kategoria e pare. Fondata nel 1923, la squadra è stata campione dell'Albania nella stagione 1990-1991.

## Amministrazione

### Gemellaggi
Valona è gemellata con:
- Monopoli
- Prizren
- Hollywood, Florida
- Smirne
- Bocholt, dal 2021